# Abu Laith al-Libi

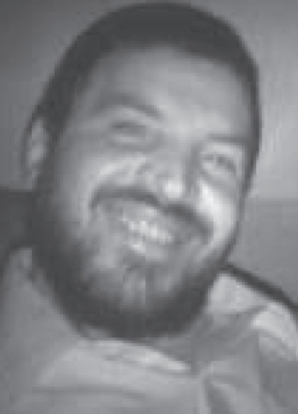
Abu Laith al-Libi, 2006

Abu Laith al-Libi (arabisch أبو الليث الليبي, DMG Abū al-Laiṯ al-Lībī; * um 1967; † 29. Januar 2008 bei Mir Ali, Wasiristan) war ein hoher Anführer der Terrororganisation al-Qaida.
In Geheimdienstkreisen galt al-Libi bis zu seinem Tod als „Nummer 3“ der al-Qaida nach Osama bin Laden und Aiman az-Zawahiri.
Er soll wie viele andere Führungspersonen der al-Qaida ein Veteran des Krieges gegen die Sowjetunion in Afghanistan gewesen sein. 1994 ging er zurück nach Libyen, um die dortige Regierung unter Muammar al-Gaddafi zu bekämpfen. Nach einem gescheiterten Aufstand dort floh er zunächst nach Saudi-Arabien und kehrte anschließend nach Afghanistan zurück.
Im November 2007 erklärten der al-Qaida-Vizechef Aiman az-Zawahiri und Abu Laith al-Libi in einer gemeinsamen Tonbandaufnahme, dass die Libysche Islamische Kampfgruppe al-Qaida beigetreten sei.
Wenige Monate später wurde er in Pakistan durch einen Beschuss des US-Militärs mit einer Rakete von einer Predator-Drohne aus getötet.